# Sphaerolaimus makrolasius
Sphaerolaimus makrolasius is een rondwormensoort uit de familie van de Sphaerolaimidae. De wetenschappelijke naam van de soort is voor het eerst geldig gepubliceerd in 1932 door Schulz.